# Norihito de Takamado
Le prince impérial Norihito de Takamado (高円宮憲仁親王, Takamado-no-miya Norihito shinnō), né le 29 décembre 1954 à Tokyo et mort le 21 novembre 2002 dans cette même ville, est un membre de la famille impériale du Japon, troisième et dernier fils du prince Takahito de Mikasa et de la princesse Yuriko. Cousin au premier degré de l'empereur Akihito, il est septième dans l'ordre de succession au trône japonais au moment de sa mort.

## Biographie

### Formation
Le prince est diplômé de la faculté de droit de l'université Gakushūin en 1978. Il étudie ensuite de 1978 à 1981 à la faculté de droit de l'université Queen's au Canada.

### Mariage et famille
Le prince se fiance avec Hisako Tottori, fille aînée de Shigejirō Tottori, le 17 septembre 1984, qu'il avait rencontrée lors d'une réception à l'ambassade canadienne de Tokyo. Ils se marient le 6 décembre 1984. À l'origine appelé prince Norihito de Mikasa, il reçoit le titre de prince de Takamado (Takamado-no-miya) et le droit de créer une nouvelle branche de la famille impériale le 1er décembre 1984. Le couple a trois filles :
- la princesse Tsuguko de Takamado (承子女王, Tsuguko-joō?, née le 8 mars 1986)
- la princesse Noriko de Takamado (典子女王, Noriko-joō?, née le 22 juillet 1988)
- la princesse Ayako de Takamado (絢子女王, Ayako-joō?, née le 15 septembre 1990)

### Service public
Le prince Takamado était le président honoraire de plusieurs organismes de charité qui financent entre autres des échanges internationaux dans le domaine de la musique, la dance et le sport. Il a effectué plusieurs discours en langue étrangère. Il s'impliquait également dans les problèmes environnementaux et l'éducation à ces questions. Le prince était membre honoraire de l'A.V. Edo-Rhenania Tokyo, une fraternité étudiante catholique affiliée à l'Association du cartel des corporations d'étudiants catholiques allemands (de).
Le prince et la princesse Takamado était le couple qui voyageait le plus à l'étranger parmi la famille impériale japonaise, visitant 35 pays ensemble sur une période de 15 ans pour représenter le Japon. Les derniers voyages du prince furent en Égypte et au Maroc en mai 2000, à Hawaï en juillet 2001 (pour promouvoir la cérémonie de thé japonaise) et en Corée du Sud de mai à juin 2002. Ce dernier voyage fut pour la cérémonie d'ouverture de la coupe du monde de football de 2002. Ce fut la première visite de membres de la famille impériale japonaise en Corée depuis la Seconde Guerre mondiale et ce fut un pas important pour l'amitié dans les relations entre la Corée et le Japon. Pendant ce séjour, le couple a voyagé dans tout le pays, rencontré le président Kim Dae-jung, des citoyens ordinaires, ainsi que les installations pour handicapés que la princesse Nashimoto Masako (en) avait financé.

### Décès
Le 21 novembre 2002, après avoir joué au squash avec l'ambassadeur canadien Robert G. Wright (en) à l'ambassade canadienne de Tokyo, le prince s'écroule soudainement à cause d'une fibrillation ventriculaire. Il est emmené à l'hôpital de l'université Keiō où il meurt d'un arrêt cardiaque.
La mort soudaine d'un des plus jeunes et des plus actifs membres de la famille impériale japonaise choque la nation. Les funérailles du prince eurent lieu au cimetière Toshiba dans le nord de Tokyo.
La coupe du Prince Takamado (football) (en), championnat national de football junior, est nommée en son honneur, de même que la Coupe du Prince Takamado, compétition internationale d'escrime.

## Titres
- 29 décembre 1954 - 6 décembre 1984 : Son Altesse impériale le prince Norihito de Mikasa
- 6 décembre 1984 - 21 novembre 2002 : Son Altesse impériale le prince Takamado

### Honneurs nationaux
- Grand cordon de l'ordre du Chrysanthème

### Honneurs étrangers
- : Chevalier grand-croix de l'ordre du Mérite de la République italienne (9 mars 1982)[1]

### Fonctions honoraires
- Président honoraire de la fédération du Japon de football
- Président honoraire de la fédération japonaise d'escrime
- Président honoraire de la fédération japonaise de squash
- Président honoraire de la fédération japonaise de baseball
- Président honoraire de l'association des étudiants du Japon
- Président honoraire de la société japonaise d'aide aux plus démunis
- Président de la fédération des orchestres amateurs du Japon

## Source
- (en) Cet article est partiellement ou en totalité issu de l’article de Wikipédia en anglais intitulé « Prince Takamado » (voir la liste des auteurs).